# Condado de Swain
O Condado de Swain é um dos 100 condados do estado americano da Carolina do Norte. A sede do condado é Bryson City, e sua maior cidade é Bryson City. O condado possui uma área de 1 400 km² (dos quais 32 km² estão cobertos por água), uma população de 12 968 habitantes, e uma densidade populacional de 9 hab/km² (segundo o censo nacional de 2000). O condado foi fundado em 1871.